# 邵説
邵説（邵說、しょう えつ、生年不詳 - 782年）は、唐の官僚。本貫は相州安陽県。

## 経歴
殿中侍御史の邵瓊之の子として生まれた。16歳のときに父を失い、母の手で育てられた。進士に及第して、天宝年間にはじめて官に仕えた。母の喪に服すために官を退き、洛陽に身を置いた。安禄山の乱が起こると、邵説は洺州や魏州に避難した。安慶緒が西城に逃れると、儒者を任用すべく脅迫したため、邵説は仕方なく安慶緒に仕えた。まもなく史思明に従い、判官となった。762年（宝応元年）、史朝義が横水で敗れると、邵説は河陽を守るよう勧めたが、聞き入れられず、史朝義は冀州に逃亡した。邵説は唐の郭子儀に帰順した。郭子儀は邵説の才能を愛して、幕府に留めた。後に邵説は長安県令に転じた。772年（大暦7年）、長安の含光門の街でウイグル人に乗馬を奪われる事件に遇ったが、唐の官吏たちは取り抑えることもできなかった。後に秘書少監となり、殿中侍御史となった。 
779年（大暦14年）、徳宗が即位すると、邵説は吏部侍郎に抜擢された。782年（建中3年）、厳郢が罪を得ると、邵説は厳郢と仲が良かったことから、朱泚を批判して厳郢の無実を訴える上奏をおこなった。邵説は帰州刺史に左遷され、配所で死去した。文集10巻があった。 

## 伝記資料
- 『旧唐書』巻137 列伝第87
- 『新唐書』巻203 列伝第128 文芸下